# Macrià Major
Macrià Major (en llatí Macrianus) va ser un dels trenta tirans mencionats per Trebel·li Pol·lió a la Història Augusta.
Quan l'emperador Valerià I va iniciar la guerra contra Pèrsia va donar el comandament a Macrià que havia demostrat el seu valor a Itàlia primer, i després a Tràcia i a Àfrica, de jove i finalment a Il·líria i a Dalmàcia. Es diu que com a resultat de la seva mala direcció, la campanya va acabar amb la captura de l'emperador l'any 260 pel rei persa Sapor I.
Llavors Macrià i el prefecte Balista després de recollir les restes de les tropes, van decidir en conferència solemne amb l'estat major de rebutjar les reclamacions al tron de l'efeminat Gal·liè, fill de Valerià, i que Macrià assoliria la porpra. Macrià va renunciar al tron per la seva edat, però el va acceptar pels seus fills Quiet i Macrià Menor.
Va deixar el govern d'Orient al seu fill Quiet i va marxar amb l'altre fill Macrià Menor cap a Occident. A la frontera entre Tràcia i Il·líria es van trobar amb les forces dirigides per Aureol, i van ser derrotats i morts l'any 262.